# Hamid Kahram
Hamid Kahram (persisch حمید کهرام, * 1958; † 19. März 2020) war ein iranischer Politiker.

## Leben
Kahram promovierte in Veterinärmedizin. Von 2000 bis 2004 vertrat er die Stadt Ahvaz im Madschles, dem iranischen Parlament. Des Weiteren war er Generaldirektor im iranischen Ministerium für Wissenschaft, Forschung und Technologie.
Während der Präsidentschaftswahl im Iran 2017 leitete er die Wahlkampagne des amtierenden Präsidenten Hassan Rohani in der Provinz Chuzestan.
Er starb im März 2020 während der COVID-19-Pandemie an den Folgen einer SARS-CoV-2-Infektion.